# Ангел Попов (инженер)
Ангел Попов е български учен, преподавател в Техническия университет – София, специалист в областта на „Импулсна схемотехника“.

## Биография
Ангел Николаев Попов е роден на 8 август 1939 г. в град Кюстендил в семейство на медик и педагог. Баща му – проф. Николай Попов – е завършил фармация във Франция. Майка му е от семейство на бегълци от Македония.
През 1957 г. завършва 20-о средно училище в София със златен медал. През 1963 г. се дипломира в Софийския Машинно-електротехнически институт, специалност „Радиотехника“. След дипломирането започва да работи като инженер-проектант в Слаботоковия завод в София. От 1964 г. до 1966 г. работи в Научноизследователски и проекто-конструкторски институт по приборостроене в София.
През 1967 г. е избран за асистент и десет години по-късно за доцент във Висшия машинно-електротехнически институт в София. През 1975 г. защитава кандидатска дисертация на тема „Анализ на преходните процеси в цифровата схемотехника“.  През 1977 г. специализира в Технологичния институт в Гренобъл, Франция.
Освен в Техническия университет – София, между 1987 и 2002 г. доц. Попов чете лекции във филиала на университета в Пловдив. Изнася лекции на френски и английски език в чуждоезиковите факултети на ТУ. Чел е лекции също в Технологичните институти в Люксембург (1987 г.) и в Делфт, Холандия (2003 – 2006 г.). Повече от десетилетие е председател на Международната конференция „Системи за автоматизация на инженерния труд и научните изследвания“.
През периода 1995 г. – 1996 г. е научен сътрудник в лабораторията по далекосъобщения в Технологичния университет в град Тампере, Финландия. Между 2001 г. и 2003 г. участва в академични работни групи организирани от Технологичния институт в Делфт, Холандия. 
Автор на над 120 публикации в научни списания и конференции. Автор и съавтор е на 10 учебника и 4 книги на български, английски и френски език.